# Gwoyeu Romatzyh
Gwoyeu Romatzyh (chinesisch 國語羅馬字 / 国语罗马字, Pinyin Guóyǔ Luómǎzì – „Romanisierung der Landessprache“) ist eine Umschrift für die chinesische Sprache, die 1926 von einer Gruppe chinesischer Linguisten unter Yuen Ren Chao geschaffen wurde. Obwohl es von der chinesischen Regierung 1928 offiziell anerkannt wurde, blieb es auf einige wenige Wörterbücher beschränkt. Der Name Gwoyeu Romatzyh ist die Eigenbezeichnung, wobei abweichend von den eigenen Regeln „Roma“ statt „Luomaa“ geschrieben wird.
Die Besonderheit dieser Umschrift besteht darin, dass sie die vier Töne des Hochchinesischen nicht mit diakritischen Zeichen oder Ziffern wiedergibt, sondern durch Änderung der Buchstaben: Verdopplung, Ersetzen durch einen anderen Buchstaben oder stumme Zusatzbuchstaben.
Beispiele:
| Pinyin | Pinyin | Pinyin | Pinyin |
| 1. Ton | 2. Ton | 3. Ton | 4. Ton |
| ------ | ------ | ------ | ------ |
| chāng  | cháng  | chǎng  | chàng  |
| qīng   | qíng   | qǐng   | qìng   |
| fēn    | fén    | fěn    | fèn    |
| hāi    | hái    | hǎi    | hài    |
| hū     | hú     | hǔ     | hù     |
| liū    | liú    | liǔ    | liù    |
| xuē    | xué    | xuě    | xuè    |
| zī     | zí     | zǐ     | zì     |

| Gwoyeu Romatzyh | Gwoyeu Romatzyh | Gwoyeu Romatzyh | Gwoyeu Romatzyh |
| 1. Ton          | 2. Ton          | 3. Ton          | 4. Ton          |
| --------------- | --------------- | --------------- | --------------- |
| chang           | charng          | chaang          | chanq           |
| ching           | chyng           | chiing          | chinq           |
| fen             | fern            | feen            | fenn            |
| hai             | hair            | hae             | hay             |
| hu              | hwu             | huu             | huh             |
| lhiou           | liou            | leou            | liow            |
| shiue           | shyue           | sheue           | shiueh          |
| tzy             | tzyr            | tzyy            | tzyh            |